# Muhtarophis barani
Muhtarophis barani — вид змій родини полозових (Colubridae). Ендемік Туреччини. Описаний у 2007 році. Це єдиний представник монотипового роду Muhtarophis.

## Поширення і екологія
Muhtarophis barani відомі з типової місцевості, розташованої в горах Нур в провінції Хатай, на висоті 1300 м над рівнем моря. Вони живуть в чагарникових заростях, що ростуть серед скель. Ведуть риючий спосіб життя.

## Етимологія
Вид M. barani названий на честь турецького герпетолога Ібрагіма Барана.
Рід Muhtarophis названий на честь турецького герпетолога Мухтара Башоглу.